# الکساندراوکا، بخش لوبارتو
الکساندراوکا، بخش لوبارتو (به لاتین: Aleksandrówka, Lubartów County) یک منطقهٔ مسکونی در لهستان است که در Gmina Michów واقع شده‌است.